# Николов, Алексей Львович
Алексе́й Льво́вич Нико́лов (21 декабря 1957 года, Москва, РСФСР, СССР) — российский журналист, генеральный директор телеканала RT. В прошлом — теле- и радиоведущий, спортивный комментатор.
За «распространение официальной российской пропаганды» в ходе вторжения России на Украину находится под международными санкциями всех стран Евросоюза, Великобритании и ряда других стран.

## Образование
Окончил Российский государственный университет физической культуры, спорта, молодёжи и туризма (1979, квалификация — «Преподаватель физического воспитания — тренер по лыжному спорту») и Московский государственный педагогический институт иностранных языков им. Мориса Тореза (1981).

## Трудовая карьера
До 1996 года работал менеджером, переводчиком, журналистом. С 1973 года сотрудничал с рядом газет и журналов, внештатный автор, спортивный журналист (освещал несколько чемпионатов Европы, Олимпийские игры в Сеуле). Один из учредителей Ассоциации гольфа России, ныне является членом её исполкома.
В 1990—1993 годах — ведущий программ на радио «Эхо Москвы». В 1998—2008 годах — комментатор спортивных программ на канале Eurosport. С 1998 года — шеф-редактор русского издания журнала Golf Digest.
С 1996 по 2003 год — продюсер спортивной редакции ЗАО «Телекомпания REN-TV», ведущий новостей спорта, а также передач «Спорт-курьер» и «Футбольный курьер» на канале REN-TV.
С 2003 по 2005 год — продюсер и комментатор трансляций чемпионатов России по гольфу на телеканалах «Спорт» и 7ТВ.
С 2005 года — руководитель отдела спорта, первый заместитель главного редактора государственного телеканала Russia Today (RT). С октября 2009 года — генеральный директор АНО «ТВ-Новости», вещающей по телеканалам «RT», «RT Arabic» и «RT en Español».
Преподаёт мультимедийную журналистику на факультете журналистики МГГУ им. М. А. Шолохова.
Член Академии российского телевидения с 2010 года. Лауреат премии Союза журналистов России «За журналистское мастерство».
В марте 2016 года был избран председателем исполнительного комитета Ассоциации международных вещателей.
В 2017 году был назначен на должность заместителя декана факультета коммуникаций, медиа и дизайна Высшей школы экономики.

## Санкции
16 декабря 2022 года, на фоне вторжения России на Украину, внесён в санкционный список Евросоюза за распространение официальной российской пропаганды и дезинформации о войне России против Украины, а также поддержку незаконных референдумов на оккупированных территориях Украины. По данным Евросоюза, Николов «публично отрицал ответственность Вооружённых сил Российской Федерации за военные преступления, совершённые в Буче. Таким образом, он несёт ответственность за активную поддержку или осуществление действий или политики, которые подрывают или угрожают территориальной целостности, суверенитету и независимости Украины, стабильности или безопасности в Украине».
Ранее, 31 марта 2022 года был внесён в санкционные списки Великобритании «за путинскую пропаганду», 7 июля 2022 года попал под санкции Канады как «российский деятель дезинформации и пропаганды».
По аналогичным основаниям внесён в санкционные списки Швейцарии, Украины и Австралии.

## Личная жизнь
У Алексея Николова осетинские корни. Женат, есть двое детей и две внучки. Увлекается гольфом. Вёл авторскую колонку на сайте golf.ru.

## Награды
- Благодарность Президента Российской Федерации (2 сентября 2013 года) — за достигнутые трудовые успехи, многолетнюю добросовестную работу и активную общественную деятельность[20]